# Полуяновка
Полуяновка — деревня в Тевризском районе Омской области России. Входит в состав Тевризского городского поселения.

## История
Основана в 1923 г. В 1928 году состояла из 17 хозяйства, основное население — русские. В составе Утузинского сельсовета Тевризского района Тарского округа Сибирского края.

## Население
| 1926 | 2010 |
| ---- | ---- |
| 108  | ↘41  |